# Юність (кінотеатр, Миколаїв)
«Юність» — концерт-хол, у минулому — один із кінотеатрів міста Миколаєва, обладнаний найбільшим у місті кіноекраном. Як кінотеатр заклад припинив свою діяльність у 2013 році, тоді ж на його базі було утворено однойменний концерт-хол, що працює досьогодні.

## Розташування
Концерт-хол розташований у місті Миколаїв, в мікрорайоні ПТЗ за адресою проспект Богоявленський, 39А.
Будівля закладу є частиною архітектурного ансамблю разом з палацом культури «Молодіжний», на баланс якого концерт-хол і було передано у 2013 році. Заклад оточується вулицями Театральною і Парковою вулицями з бокових сторін, задній фасад виходить до однойменного парку, а головний — на Богоявленський проспект.

## Історія
Кінотеатр будувався під час активного розвитку мікрорайону. На момент його закладання вже були побудовані промислові підприємства, житлові будинки, дитячі і торгові заклади і палац культури «Молодіжний».
При будівництві активно брали участь члени комсомольских організацій і учні ПТУ № 12 і 14. Підтримку виказували суднобудівні заводи Миколаєва: Чорноморський і імені 61 комунара.
В березні 1971 року державною комісією було підписано акт здачі в експлуатацію кінотеатру, а вже 1 квітня того ж року «Юність» було відкрито для всіх охочих.
У 1990-ті роки «Юність», як і більшість кінотеатрів Миколаєва, занепала. На сеанси приходило в середньому до 10 осіб, опалення не було, через що співробітники кінотеатру були вимушені використовувати переносні обігрівачі. Вийти з цього положення допоміг інвестор «Кіносвіт» (рос. Киномир), який в 2001 році заключила договір з комунальним підприємством «Широкоформатний кінотеатр «Юність», згідно якому в рахунок майбутньої орендної плати зобов'язалася за власні кошти та у стислий термін (чотири місяці) виконати весь обсяг реставраційних робіт.
Напередодні 10-ї річниці незалежності України відбулося урочисте відкриття оновленої «Юності». Було реконструйовано кафе кінотеатру, придбано новітню стереосистему Dolby Digital, що створювала «об'ємний звук» під час перегляду фільмів.
З 10 січня 2013 року кінотеатр «Юність» зачинено. Компанія «Кіносвіт», яка його орендувала, відмовилась продовжувати оренду у зв'язку з її подорожчанням. У тому ж році заклад було передано на баланс будинку культури «Молодіжний», а вже в лютому на базі кінотеатру відкрився концерт-хол.

## Характеристики
На момент свого закриття «Юність» залишалася великим і сучасним кінотеатром з найбільшим у місті кіноекраном. Проте, лише з однією залою для перегляду кінострічок.
Технічні характеристики кінотеатру:
- площа кінотеатру — 1 990,9 м²;
- розмір кіноекрана — 20,8 × 9,3 м;
- стереозвук Dolby Digital;
- кількість глядацьких місць у залі — 1 067.

Зала кінотеатру є комфортною і затишною — сучасний дизайн, обладнана м'якими і зручними кріслами.
Кінотеатр також надавав супутні послуги:
- кафе-бар у фоє закладу;
- літнє кафе біля входу до кінотеатру;
- продаж і прокат ліцензійних DVD і відеокасет у спеціальному пункті;
- банкомат «Аваль» у приміщенні кінотеатру;
- зручна автопарковка біля закладу[1].

## Виноски
1. 1 2  кінотеатр «Юність» на nikportal.net «Наше місто — Миколаїв», міський вебпортал (рос.)
2. ↑  В. Лифанов, В. Миющенко (1989). Николаев 1789–1989. Страницы истории (російською) . Одесса: «Маяк». с. 131. ISBN 5-7760-0060-2.
3. ↑  Утраченная "Юность". Bazar of Nikolaev (рос.). Процитовано 5 червня 2023.
4. ↑  От “Электро-біоскопъ" и до "Мультиплекса": история кинотеатров Николаева, - ФОТО. 0512.com.ua - Сайт міста Миколаєва (укр.). Процитовано 5 червня 2023.
5. ↑  В Николаеве закрыли кинотеатр "Юность". Николаевский Обозреватель (рос.). Процитовано 5 червня 2023.